# 当日版権システム
当日版権システム（とうじつはんけんシステム）とは、ガレージキット展示即売会における簡易的なアマチュア向け商品化許諾制度である。

## 概要
イベントに出展し、ある作品に登場するキャラクター等のガレージキットの製作・販売を希望するアマチュアは、イベント主催者を通じてその作品の著作権・商品化権所有者である版権元から、イベントの開催期間中かつイベント会場内に限りガレージキットを商品として展示・販売することについての許諾を受け、その上で展示・販売活動を行なう。それ以外での販売、前金を取っての予約、後日発送等の行為は禁止されており、許諾を受けていないガレージキットは販売することも、展示することもできない。ワンダーフェスティバルの他、トレジャーフェスタ、C3AFAマーケット等の即売会が同様のシステムを採用している。
通常の企業間で行われる商品化の許諾プロセスとは異なり、手続きは大幅に簡略化されている。一般的には、略式の書類提出、ごく簡単な写真監修、版権料（ロイヤルティー）の支払い、商品サンプルの提出、等のプロセスを経るが、版権元によってはそれらすらも省略する場合もある。
この制度はガレージキット展示即売会に特有のものであり、アマチュアによる商業的側面を持ったファン活動の一つのあり方として、コミックマーケット等で販売される同人誌とよく比較される。また現在では既成事実として複数のイベントでも採用されているが、元々は泥縄的に編み出された制度のため、内部には様々な矛盾・ひずみが見られる。　

## 歴史

### 導入前
当日版権システムは、1980年代末のワンダーフェスティバルで、当時の主催者であるゼネラルプロダクツによって段階的に導入されていった。
1980年代前半、ガレージキットが市場に流通し始めた頃は、店の常連が製作したキットを模型店が買い取り、店頭で販売する程度だった。許諾を受けたものもごく少数ながら存在したものの、そのほとんどは版権元（著作権者・商品化権所有者）に無許可の「無版権商品」だった。
1984年にスタートしたワンダーフェスティバルでもそれは同様だった。法的には著作権法違反の無許可販売ではあったが、規模も小さく、版権元からはコミックマーケットなどで販売される同人誌と同じ単なるファン活動として放置されていた。
ワンダーフェスティバルでは、個人的なファン活動の延長としてガレージキットを製作・配布する個人、正規の商品化権を取得したガレージキットメーカー、店の商品在庫を持ち込んで販売する模型店、手持ちのコレクションを放出するコレクター、などが同じ「ディーラー」として同列に扱われる。

### 導入に至る経緯
だが、ガレージキットの市場拡大とともにワンダーフェスティバルが拡大して行くにつれ、ワンダーフェスティバル内では、無版権ではあるがあくまでファン活動の立場からガレージキットを製作・配布するアマチュアディーラーと、正規の商品化権を取得しロイヤルティーを支払って商品を生産・販売するガレージキットメーカーとの摩擦が問題化した。また模型誌上では、大手玩具・プラモデルメーカーであるバンダイと一部ガレージキットメーカーによる版権意識の向上を促すキャンペーンが展開されるようになった。
そういった状況の中、ゼネラルプロダクツは各版権元に対して個別に交渉を行ない、アマチュアディーラーがイベント当日、イベント会場内だけに限り商品として展示・販売することについての了解を取り付けていった。緊急避難的な措置ではあったものの、これによって当日版権システムが実現することとなった。

### 当日版権の原点
なお当日版権という制度の原点は、ゼネプロがショップ運営を行いながら様々なアイテムを積極的にリリースしていた時期に、バンダイから二次版権（セカンドライセンス）という、著作権者や版権管理者（ライセンサー）からの許諾を受けた商品化権取得者（ライセンシー）より得られる、限定的な商品化権を得て仮面ライダーのレプリカマスクを製作販売していた事にあると武田康廣は語っている。
武田がワンフェスやゼネプロに関するインタビューなどで述べているところによると、「この二次版権のシステムをガレージキット及びワンフェスの直面している現実に沿う形でアレンジして運用すれば、有耶無耶になりがちな権利問題を解消できるのではないか」という着想に至ったとの事である。

## 現在抱える問題点
版権元の優位性
本来版権とは著作権者がある一社に何万～何千単位で関連商品を生産販売することを許諾する代わりにその販売で得た利益の一部を版権料として回収するためのシステムである。
したがって多くても数十個単位しか販売しないアマチュアディーラー相手では決して儲けにはならない。すなわち、版権元が儲けにならなくても「版権をおろす価値がある」と認識してくれているから、このシステムが成り立っている。
つまり、版権元の厚意に頼っているシステムである。そのため版権元の立場が圧倒的に優位であり、その運営は版権元たる企業の方針や考え方、企業間の関係などに大きく支配されることになる。
それは実例として、当日版権を一切認めない版権元の存在や、イベント開催企業と版権元の協調関係などの影響を受け版権が許諾されるイベントが特定のものに限定されるといった形であらわれている。
版権元の理解不足
最近では版権元がガレージキット製作の実態を十分理解していないケースも見受けられ、版権を許諾する代わりに大量の塗装済み完成品の提出を要求する例も散見される。
ディーラー側のモラルの問題
版権を下ろしてもらう側の一部ディーラーの、申告と異なる内容での販売、サンプル提出の不備などモラルの低さも問題となっている。
版権自体の意義
そもそも「版権法」は、前々世紀に存在した、著作権法が公布される前の相当する法の名前であり（版権の記事参照）、法的に「『版権』とは現時点で何なのか？」という問題がある。

## ライセンスニューウェーブ
ワンダーフェスティバルでは、一部の理解ある著作権者の作品について特別に「ライセンスニューウェーブ」という当日版権制度が設けられている。
事前の販売内容の申請と版権料の支払い、当日のサンプル提出さえ行えば原型審査無しで販売が認められる。また申請も開催の約1ヶ月前となっているなど、通常の当日版権システムに比べて大幅に緩和されている。
対象となっている主な作品として、模型ファンでもある漫画家新谷かおる・和田慎二の一部を除く作品や、横山宏の『マシーネンクリーガー』などがある。
またワンダーフェスティバルのマスコットキャラである「ワンダ＆リセット」については、事前申請を行えば版権料無しで販売できる「ライセンスフリー」となっている。